# Gare d'Unionville (GO Transit)
Cet article concerne gare servant actuellement au train de banlieue. Pour celle construite par le Toronto and Nipissing Railway, voir Gare d'Unionville (Toronto and Nipissing).
La gare d'Unionville est une gare de trains de banlieue à Markham en Ontario. La gare est située sur YMCA Boulevard, à l'ouest de Kennedy Road, au sud d'Enterprise Boulevard, et au nord de l'autoroute 407. La gare est desservie par la ligne Stouffville de GO Transit.

## Situation ferroviaire
La gare est située au point milliaire 50,7 milles (81,6 km) de la subdivision Uxbridge de Metrolinx, à trois voies, entre les gares de Milliken et de Centennial.
À partir de Milliken, les trains traversent Steeles Avenue à un passage à niveau, passent devant l'emplacement de la gare originale de Milliken, dont toutes les traces ont disparu, et continuent vers le nord. Après la 14e avenue, deux voies descendent dans une tranchée en béton pour passer sous la subdivision York du Canadien National. En remontant, le train passe sous l'autoroute 407 avant de s'arrêter à Unionville.
Unionville est située au milieu d'une vaste zone industrielle, le paysage est donc plutôt clairsemé. Au nord de la gare, la ligne entre dans le quartier historique d'Unionville et s'incurve vers l'est. Les quartiers résidentiels se rapprochent de la ligne, lorsque le train arrive à Centennial, la prochaine gare.

## Histoire

### Première gare
La gare d'Unionville a été construite en 1869 par le Toronto & Nipissing Railway alors que sa construction progressait vers le nord en direction d'Uxbridge et de Coboconk. Il s'agissait d'une simple structure de planches et de lattes avec un toit en appentis conçu pour protéger les passagers sur le quai contre les éléments, un modèle standard qui a été construit à grande échelle par le Toronto & Nipissing dans d'autres communautés. Elle contenait une salle d'attente, une salle des bagages et le bureau de l'agent de la gare, et contrairement aux autres gares de cette ligne, elle a subi très peu de modifications au fil du temps. Le premier train est arrivé de Toronto le 1er juillet 1871, alors que la construction au nord d'Uxbridge était encore en cours, et le service jusqu'à Coboconk est devenu disponible en 1872.
L'écartement étroit n'a pas tardé à perdre la faveur du public au Canada et le Toronto & Nipissing, dont les finances sont lourdes, a cherché à fusionner avec le Midland Railway, situé à proximité. Alors que les négociations étaient en cours en 1881, le Midland Railway a financé l'achèvement d'un troisième rail pour soutenir les trains à écartement standard le long de la partie sud du Toronto & Nipissing. Ce dernier a été officiellement fusionné avec le Midland Railway le 1er avril 1882, tout comme plusieurs autres lignes secondaires en difficulté. À peine deux ans plus tard, le 1er janvier 1884, le Midland Railway a été loué par le Grand Tronc, une compagnie ferroviaire plus importante, qui en a pris le contrôle total. En 1899, sept trains au total s'arrêtaient quotidiennement à Unionville, mais ce nombre a été réduit à six par jour en 1908.
Le Grand Tronc connaîtra simultanément des difficultés financières à peu près à la même époque, qui aboutiront à sa nationalisation puis à sa fusion avec le Canadien National en 1923. Lorsque les automobiles ont commencé à faire leur apparition au début du XXe siècle, le nombre de passagers des lignes secondaires a été l'un des premiers à en ressentir les effets. Plusieurs anciennes routes de diligence de la région ont été transformées en routes provinciales dans les années 1920, ce qui a permis une circulation automobile plus importante et à des vitesses plus rapides qu'auparavant.
Unionville s'est transformée en une cité-dortoir de Toronto, et c'est ce qui a finalement sauvé le peu de service qui restait. Le service serait réduit à trois trains par jour en 1958, et cesserait complètement en 1962. Il a repris plus tard la même année en utilisant des wagons diesel Budd Rail autopropulsés et économiquement efficaces. Ce service a été interrompu à Stouffville en 1970, et en 1974, Il n'y avait que deux départs par jour à Unionville. Le service voyageurs restant du Canadien National a été commercialisé sous le nom de Via Rail en 1976, puis est devenu une société d'État distincte en 1977. Via Rail a assuré le service de banlieue d'Unionville jusqu'en 1982, date à laquelle il a été repris par GO Transit.
GO Transit a utilisé la gare originale d'Unionville jusqu'à ce qu'une nouvelle gare soit établie à environ 1,5 kilomètre au sud en 1991. L'ancienne gare a été fermée aux passagers le 3 mai de cette année-là, puis remise à la ville de Markham qui a restauré le bâtiment et l'a transformé en centre communautaire local. La gare a été désignée une gare ferroviaire patrimoniale par le gouvernement fédéral en 1993.

### Deuxième gare

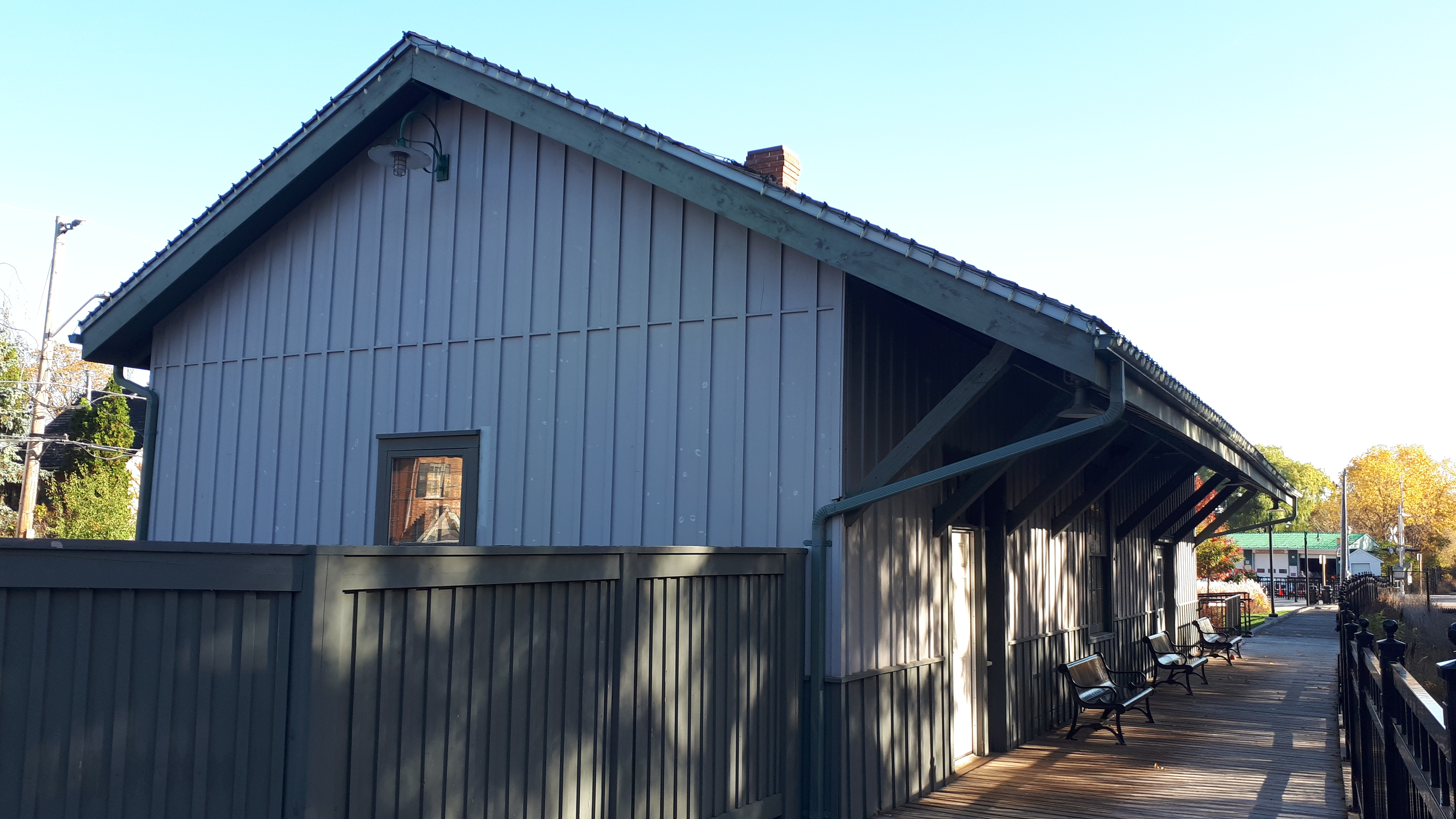
première gare d'Unionville

En 1991, la population de Markham était passée à 153 811 habitants. GO Transit a commencé à exploiter les trains-bus de Stouffville au début des années 1990 et, le 1er mai 2000, deux nouveaux trajets aller-retour entre la gare de Markham et Union ont été ajoutés. Le 30 avril 2004, un train en direction nord vers Markham le matin et en direction sud vers Union l'après-midi ont été ajoutés.
L'ouverture du triage de Lincolnville en 2007 a permis d'ajouter des espaces supplémentaires pour les trains. À cette époque, cinq trajets aller-retour étaient en service entre Union et Stouffville, et tous ces trajets ont été prolongés jusqu'à Lincolnville en 2008. Un sixième voyage aller-retour a été ajouté en 2013, ainsi qu'un voyage aller-retour entre Toronto et Unionville en 2012, et un voyage supplémentaire en direction du nord vers Unionville en 2013.
Le 31 décembre 2016, Metrolinx a ajouté un septième train vers Union le matin et vers Lincolnville l'après-midi, puis, le 26 juin 2017, a porté ce nombre à neuf, en plus d'un service dans les deux directions toutes les heures entre Union et Unionville en milieu de journée et en début de soirée les jours de semaine. Le 8 avril 2019, ces trajets de midi vers Unionville ont été prolongés vers le nord jusqu'à Mount Joy. Le 2 novembre 2019, un service ferroviaire a été lancé toutes les heures en fin de semaine entre Union et Mount Joy, avec quelques trajets le matin et en fin de soirée desservant Lincolnville.
La pandémie de Covid-19 a obligé Metrolinx à réduire le service, en éliminant le service de fin de semaine et en réduisant le nombre de voyages à l'heure de pointe à partir de Lincolnville, mais en 2021, le service de fin de semaine a été rétabli, et huit trajets circulaient à nouveau entre Union et Lincolnville.
En mai 2022, la gare d'Unionville a fait l'objet d'importantes améliorations. Le nouveau quai ouest, les tunnels piétonniers et les ascenseurs ont récemment été ouverts aux clients. Les travaux de construction ont permis d'ajouter 286 nouvelles places de stationnement, des passages piétons sécurisés à travers le stationnement, une deuxième voie et une voie de retournement, permettant aux trains de circuler dans les deux sens sur ce tronçon de la ligne, des auvents au-dessus des quais avec des abris, un nouveau quai central et un quai est déplacé avec un système de fonte de neige. Il a également facilité l'accès aux quais grâce à de nouvelles rampes depuis le stationnement, de nouveaux tunnels et ascenseurs pour piétons, une signalisation, un éclairage et un aménagement paysager améliorés.

## Service aux voyageurs

### Accueil
La billetterie de GO Transit est ouverte en semaine de 5 h 10 à 20 h 15, fermée les fins de semaine et jours fériés. L'ambassadeur de la gare GO peut aider les clients à configurer un type de tarif ou à définir un trajet par défaut sur la carte Presto. Les clients disposent également d'options en libre-service, notamment l'achat d'un billet papier dans un distributeur automatique de billets, le chargement d'une carte Presto dans un distributeur automatique de billets compatible avec Presto, l'achat d'un billet électronique avec leur téléphone intelligent et le paiement au valideur avec une carte de crédit sans contact ou une carte Presto.
La gare est équipée d'une salle d'attente, des toilettes, de Wi-Fi, d'un abri de quai chauffé, d'un téléphone payant, d'un débarcadère, et d'un stationnement incitatif. Des places réservées, et une zone de covoiturage se trouvent au stationnement incitatif. La gare est accessible aux fauteuils roulants.

### Dessert
À partir du 8 avril 2023, six trains partent de la gare d'Old Elm et s'arrêtent à cette gare pour se rendre à la gare Union de Toronto pendant la période de pointe du matin. L'après-midi, six trains s'arrêtent à cette gare en direction d'Old Elm.
Un service de bus en heures creuses est proposé entre Uxbridge et la gare Union de Toronto, à l'exception des gares de Milliken, d'Agincourt et de Kennedy. Les bus à destination d'Uxbridge en direction du nord nécessitent une correspondance à la gare de Mount Joy ou à la gare d'Old Elm.

### Intermodalité
La gare d'Unionville est desservie par la ligne 45B de GO Transit vers la gare de Streetsville, la 52 vers le terminus d'autobus de l'autoroute 407 et le Collège Durham à Oshawa, la 54 vers le terminus de l'autoroute 407 et la gare de Mount Joy, la 56 vers la gare d'Oakville et le Collège Durham, la 71 vers Uxbridge, les gares d'Old Elm et Union.
Les lignes 8 Kennedy et Viva Purple du York Region Transit s'arrêtent également à la boucle de bus. Les arrêts de la ligne 304 Mount Joy Express vers le terminus Finch et la gare de Mount Joy sont situés sur Enterprise Boulevard.
La gare dispose également de 1 506 places de stationnement.

Installations de la gare
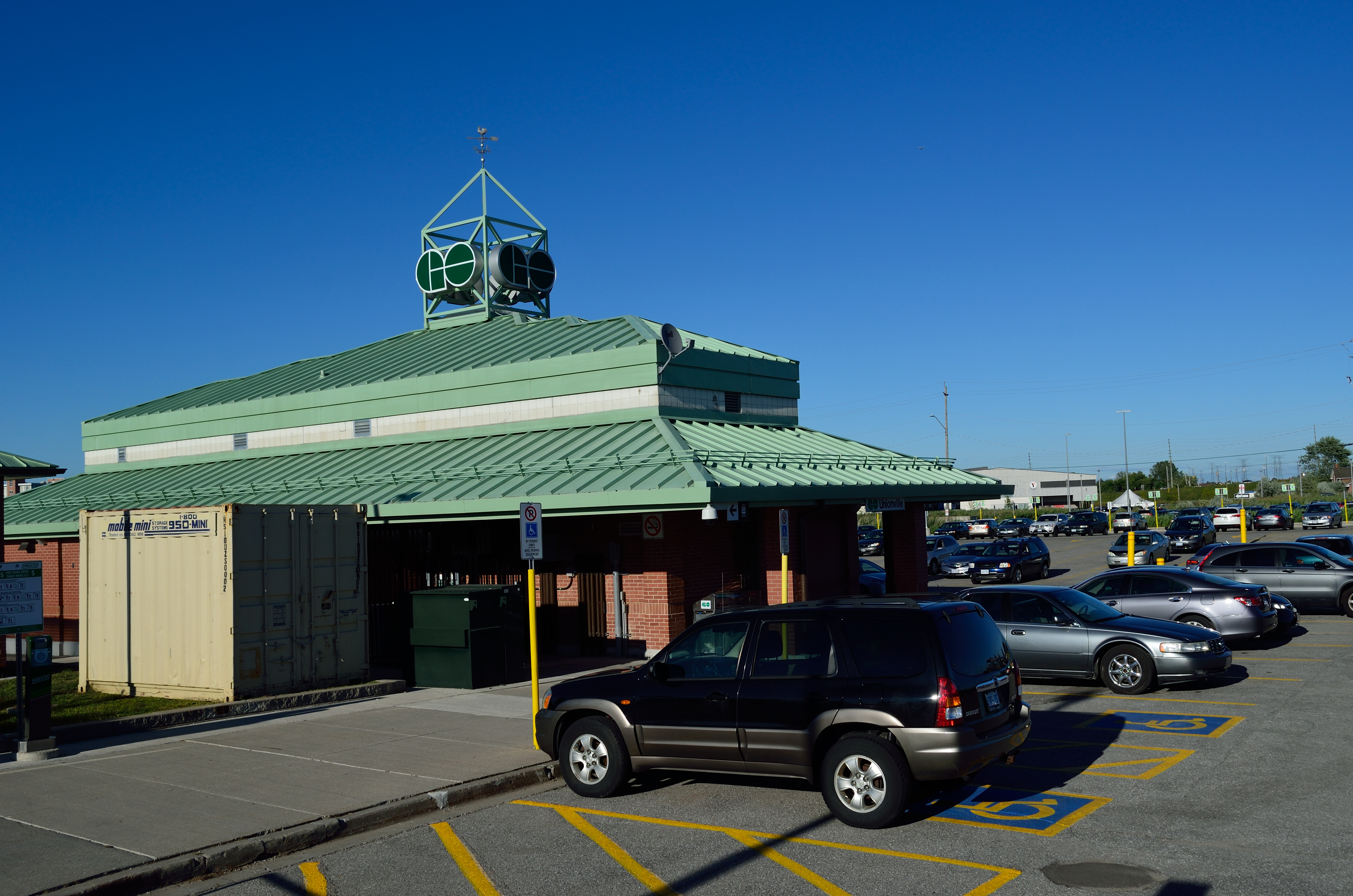
Parking.
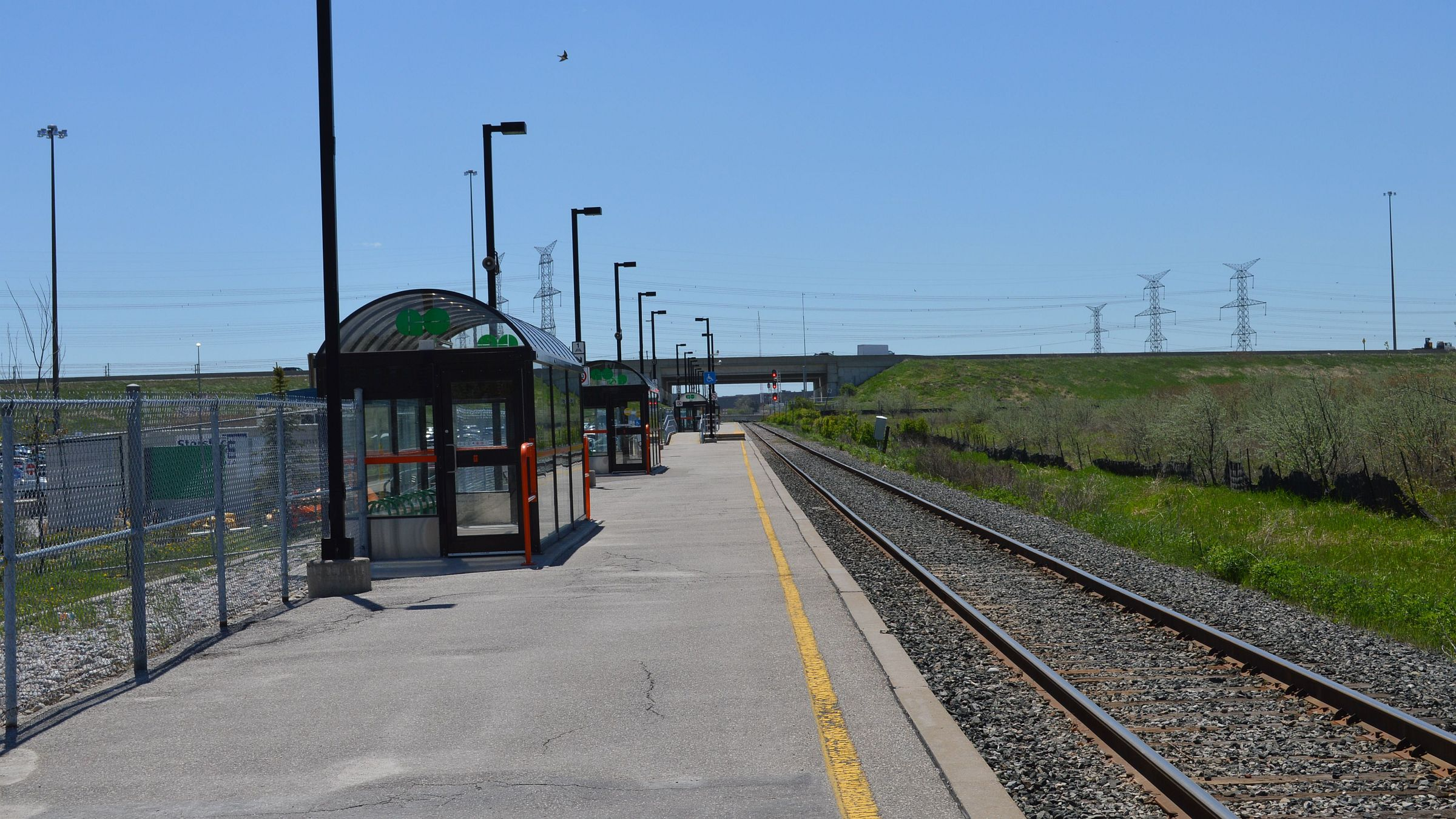
Quai et abris.
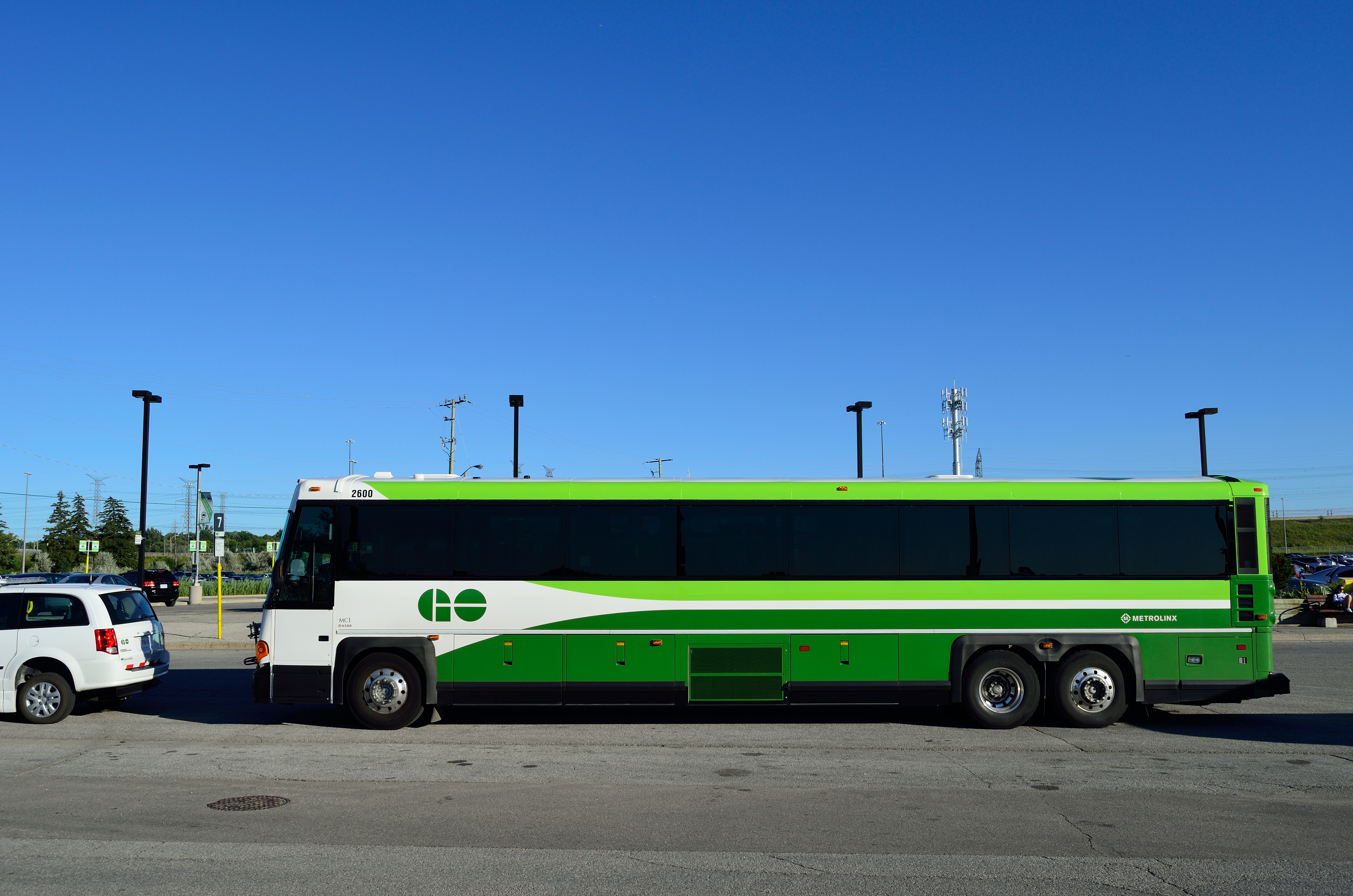
Bus GO.